# Осети у Турској
Осети у Турској (осет. Турчы ирæттæ, тур. Türkiye Osetleri) представљају националну мањину, коју углавном чине потомци људи из Сјеверне Осетије, који су дошли у Турску у другој половини 19. вијека. Упркос чињеници да су Осети углавном хришћани,током миграција у Турску учествовали су углавном сјеверни Осети, који су муслимани.

## Узроци миграције
Главним разлозима за досељавање Осета у Турску сматра се неколико фактора:
- Кавкаски рат (1785—1864);
- оријентација осетских муслимана ка Турској;
- агитирање Турске ка мухаџирству;
- недостатак земљишта.

## Историјат
Током 19. вијека хиљаде осетских муслимана из Сјеверне Осетије преселило се у Турску, успостављајући насеља у новој држави. Међу мигрантима су били људи обје етнодиалектне групе сјеверноосета - иронски и дигорски народи. Иронци су представљали углавном мигранте из Тагаурије, и у мањој мјери Куртата, Алагира и Турсовског у којима је доминирало становништво равничарских муслиманских села - Зилги, Шанајева (сада Брутус) Заманкул, Тулатово (сада Беслану) Хумалаг Владимир (сада Старо Батакоиурт), и други, а из планинских села Иронаца најзначајнији број мухаџира дали су Даргавс, Саниба, Чобан. Дигорци из Сјеверне Осетије, су углавном били досељеници, сељаци из Магометановскога (сада Чикола) и Тугановскога (сада Дур-Дур) Карадџаевскога (сада Хазнидон) и других крајева. У вјерским терминима готово сви ови ови досељеници, без сумње, су сунитски муслимани.
Турска је уложила велике напоре како би људе из планинских крајева, укључујући и Осете преселила на своју територију, покушавајући тиме да колонизује слабо насељене покрајине, војно и стратешки значајна подручја у случају могућег рат са Русијом, то јесте Руско-турског рата 1877-1878. Осети су почели да мигрирају у Турску крајем 50-тих година 19. вијека. Организатор првог пресељења 1859. био је дигорски феудалац Абисалов. Заједно с њим, остали феудалци су се сложили с великим бројем сељана. Треба напоменути да је однос фамилијарности био фактор који стимулише пресељавање (односно, један од њих је отишао - други рођак је путовао иза њега). Током 1860. године, дигорски и куртатински феудалци Алдарс Тугановс и Ахмет Цаликов организовали су пресељење укупно двије хиљаде Осета. Међутим, многи су се вратили, пошто нису видјели „рај на земљи” који је обећала Турска. Многи су погинули током овог пресељења на путу до Отоманског царства. Укидањем осуђеничких казни током 1861. индиректно је стимулисало пресељење. Средња класа се развија у Дигорији и Тагаурији. За разлику од Дигоријаца и Тагауриаца, у Куртатији и Алагиру, истрајна је и племенска демократија и хришћанство.
Године 1865, трећа миграција се одвијала под руководством генерала Муса Кундухова. Број Осета који су отишли са Кундуховом варира од сто до неколико стотина. Осети, који су се вратили 1860. године у Осетију, покушавали су да одврате своје земљаке од одласка у Турску. Због тога, био је послат Гутсир Хашана, да на лицу мјеста надгледа живот имиграната како би им на новој земљи било добро као што је то обећао Кундухов. У свом писму из Турске Шанаев је упозорио Осете на пресељење, позивајући их да не вјерују лажним обећањима. Шанаев је успио да смањи број људи који су се више пута враћали заједно са Кундуховим. Још један критичар пресељење Осете постао познат осетски писац Ринат Кануков, такође мигрант, који се враћа у раној младости са својим родитељима у Осетију. У свом есеју "Планинари-мигранти" написао је:
Али да ли знају гдје желе? Не, не. Они само знају да постоји негдје у свијету земља коју зову Истанбул ... па они имају тенденцију да несвјесно оду, јер заведени лажним гласинама да ће бити добро, па чак и боље него у старој домовини. Али, заувијек! Какво разочарање задеси ове заиста несреће насељенике, и колико пута сам чуо ријечи клетве на главама оних који су отишли далеко када су потешкоће на путу и реалност њима лично отворили очи, а онда, заборављајући недавне ружичасте снове, они су схватили да су преварени, да су постали жртве њихове лаковјерност, подлегли лажним ријечима оних будала које су јих увјеравале да ће бити боље. И сада они, према милости ових глупих фанатика, сада умиру.

## Број становника
Према различитим процјенама, осетско становништво у Турској чини популацију од 20 хиљада до 36 хиљада. Данас већина Осета живи у великим градовима: Анкари, Истанбулу и Измиру. Осети у Турској и даље задржавају свој осетски идентитет. Тако су у име турских осета честитке послате председнику Едуарду Кокоитију и људима у Осетији признајући независност Јужне Осетије. Током 1989. године основана је културна и хуманитарна фондација „Алан”. Тренутно је води Ремзи Канукати. У Анкари и Истанбулу, фондација је отворила курсеве за учење осетског језика за дјецу.

## Осетска насеља
- Сарикамиш[7], Карс
- Бозат[7], Карс
- Појиразли[8], Јозгат

## Језик
У условима изолације од главног говорног подручја осетског језика, осетски језик у Турској је добио неколико занимљивих карактеристика. Тако је коришћено синтетичко будуће вријеме са суфиксом -џи, као турски аорист 2, а као будуће вријеме се користе сложене конструкције облика „фенинаг дæн”, што значи „видим” умјесто „фендзынæн”. У именским случајевима се појављују именице као на турском језику: „фондз бон” умјесто „фондз боны”, као у кавкаском осетском.

## Презимена
Према доступним информацијама, број осетских презимена у Турској је већи од 100. Дакле, Осети у Турској комуницирају једни са другима по њиховим презименима у осетском изговору, међутим, у службеним документима користе „прикривена” презимена. Турске варијанте презимена су: Кодзыртæ (Козыревы) = Октар, Золойтæ (Золоевы) = Айдован, Дзасохтæ (Дзасоховы) = Кылыдж, Рубайтæ (Рубаевы) = Езбай, Цъæхилтæ = Алпай и друга.

## Представници
- Кундухов, Муса Алхасович - Руски генерал-мајор, турски дивизиони генерал.
- Кундух, Бекир-Сами - Први министар иностраних послова Турске Републике (3. мај 1920. - 8. мај 1921. године).